# Tingvoll
Tingvoll là một đô thị ở hạt Møre og Romsdal, Na Uy.
Tingvoll đã được thành lập làm một đô thị ngày 1 tháng 1 năm 1838 (xem formannskapsdistrikt). Straumsnes đã được tách khỏi Tingvoll năm 1866, nhưng lại được nhập vào Tingvoll năm 1964.
Đô thị này được đặt tên theo nông trang Tingvoll (tiếng Na Uy Cổ Þingvöllr) do nhà thờ đầu tiên được xây ở đây. Cho đến năm 1918, tên này được viết Tingvold.
Nhà thờ Tingvoll (Nordmørsdomen) được xây khoảng năm 1180.